# Нојберенд
Нојберенд (њем. Neuberend) општина је у њемачкој савезној држави Шлезвиг-Холштајн. Једно је од 134 општинска средишта округа Шлезвиг-Фленсбург. Према процјени из 2010. у општини је живјело 1.151 становника. Посједује регионалну шифру (AGS) 1059062.

## Географски и демографски подаци
Нојберенд се налази у савезној држави Шлезвиг-Холштајн у округу Шлезвиг-Фленсбург. Општина се налази на надморској висини од 40 метара. Површина општине износи 4,4 km². У самом мјесту је, према процјени из 2010. године, живјело 1.151 становника. Просјечна густина становништва износи 260 становника/km².